# Lietzow (Charlottenburg)
Lietzow (seit dem 18. Jahrhundert auch: Lützow) war ein Ort auf dem Gebiet des heutigen Berliner Ortsteils Charlottenburg am Südufer der Spree zwischen dem heutigen Ernst-Reuter-Platz und dem Schloss Charlottenburg, nördlich der Otto-Suhr-Allee.

## Geschichte

### Frühzeit bis 15. Jahrhundert
Diese Gegend war bereits in der Jungsteinzeit bewohnt. Im Bereich des heutigen Alt-Lietzow fanden Experten 1881 über 100 Bestattungsurnen aus der Bronzezeit, die auf eine größere Besiedlung hinweisen. 1239 wurde der Ort als Lucene erstmals erwähnt. Es handelte sich, ebenso wie bei dem am anderen Spreeufer gelegenen Hof Casow, vermutlich um germanisch-slawische Mischsiedlungen, die den Flusslauf zwischen Berlin und Spandau kontrollierten. Der Ort Lietzow war ein Runddorf mit einer Größe von 29 Hufen.
1315 erwarb das Nonnenkloster St. Marien in Spandau Lietzow und Casow. 1375 erschien es als Lusze, Luze, Lutze im Landbuch Karls IV. mit einer Größe von nur noch 13 Hufen, auf dem es sechs Kötterhöfe gab. 1450 wurden die Dorfgröße sowie die Anzahl der Bewohner nochmals bestätigt; 1465 als bey der Lutzen erwähnt. Im Jahr 1480 waren zwei Kötter hinzugekommen, so dass es nun bei gleicher Hufenanzahl acht Höfe gab.

### 16. und 17. Jahrhundert
1590 gab es in Luetze ein Lehnschulzengut, das drei Hufen groß war. Für einen dieser Hufen musste der Schulzen jedoch keine Abgaben zahlen; es war frei. In Lietzow befand sich das Dorfschulzenamt 400 Jahre im Besitz der Familie Berend. Es gab weiterhin fünf Zweihufner, acht Kötter „mit etlich Land und Wiesewachs im Felde“ sowie mehrere Hirten. Erstmals berichtete die Statistik, dass das Dorf Lietzow an die „Stadt Cölln, Schönenberg, Wilmersdorf und (an die) kurfürstliche Heide“ grenzt. Das Kloster wurde mit Beginn der Reformation aufgegeben. Kirchlich gehörte der Ort zur Pfarrgemeinde Wilmersdorf. Aus dem Jahr 1688 waren ein Dreihufner, fünf Zweihufner, acht Kötter und ein Hirte bekannt. Die Gemarkung war nach wie vor 13 Hufen groß; dort lebten 36 Personen. 1695 schenkte Kurfürst Friedrich III. von Preußen seiner Frau Sophie Charlotte den Ort Lietzow im Austausch für ihren Landsitz Caputh. Sie beauftragte den Baumeister Johann Arnold Nehring westlich des Ortes ein barockes Sommerschloss zu errichten. Der 1699 fertiggestellte Bau trug den Namen „Lützenburg“. Später, als das Paar die Königswürde erlangt hatte, entschlossen sie sich zu einem repräsentativen Ausbau.

### 18. bis 21. Jahrhundert

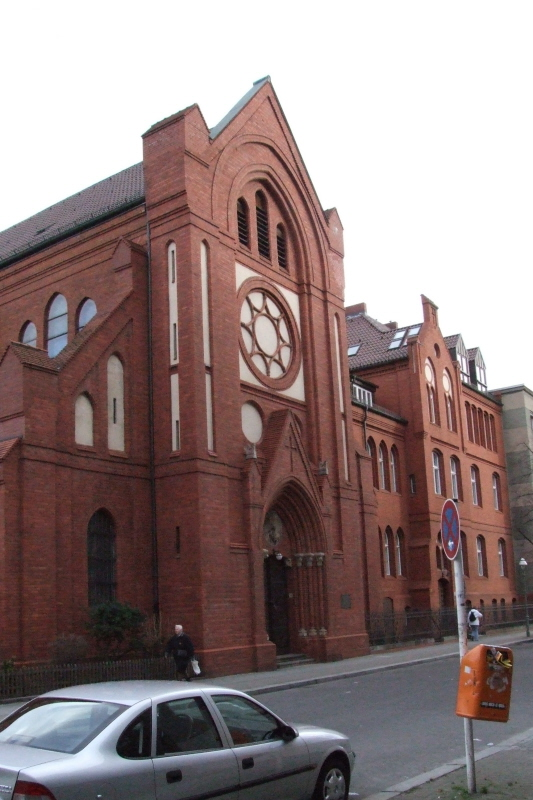
Herz-Jesu-Kirche

Das Schloss und die unmittelbar daneben entstandene Siedlung erhielten 1705, nach dem Tod der Königin, den Namen Charlottenburg. 1711 gab es sechs Hufner, acht bewohnte Kötterhöfe, einen Hirten und einen Knecht. Sie zahlten für die 13 Hufen jeweils drei Groschen und damit vergleichsweise wenig Abgaben, weil „der Acker der Gemeinde meistens abgenommen worden“ war. Lietzow wurde schließlich 1719 eingemeindet und wuchs in der Folge mit Charlottenburg auch baulich zusammen.
Von der historischen Bausubstanz des Ortes ist im 21. Jahrhundert praktisch nichts mehr erhalten. Die alten Straßenzüge rund um den Anger liegen heute abseits der Hauptdurchgangsstraße Otto-Suhr-Allee im Schatten des Rathauses Charlottenburg. Die ursprünglich auf dem Anger stehende mittelalterliche Dorfkirche wurde 1655 durch einen Neubau ersetzt, der 1846–1856 von Friedrich August Stüler umgebaut wurde. Diese evangelische Kirche musste 1910 erneut einem Neubau weichen, der im Zweiten Weltkrieg zerstört wurde. Seit 1961 steht hier als Nachfolgegebäude die Evangelische Kirche Alt-Lietzow. Nur wenig westlich des Angers befand sich das Kloster zum Guten Hirten, das 1858 erbaut wurde und der Versorgung „gefallener Mädchen“ diente; zeitweise lebten hier 325 Frauen. Im Rahmen des Kulturkampfes war das Kloster Ende des 19. Jahrhunderts zeitweise geschlossen. Im 21. Jahrhundert befindet sich dort das Sankt Josefsheim, ein Kinder- und Jugendheim mit Kindertagesstätte der Caritas.
Unmittelbar neben dem ehemaligen Klostergelände befindet sich die katholische Herz-Jesu-Kirche, die Ende des 19. Jahrhunderts errichtet wurde.
Auf dem Gebiet des Alt-Lietzower Dorfkerns befinden sich heute außerdem ein Standesamt in der Villa Kogge und ein Seniorenheim. Das Haus Alt-Lietzow 33 wurde 1888/1889 als Feuerwache Lietzow gebaut, im 21. Jahrhundert nutzt es der Malteser Hilfsdienst. Erwähnenswert ist unter der Adresse Alt-Lietzow 12 auch der heutige Künstlerhof L12, der sich in einem altehrwürdigen Bauensemble auf der Rückseite des Rathauses in den 1980er Jahren etabliert hat. Das Bauwerk stammt aus den 1880er Jahren und wurde bereits mehrfach umgenutzt.
An das historische Lietzow erinnert im 21. Jahrhundert außerdem der Name des Lietzensees, der sich allerdings rund zwei Kilometer südwestlich des alten Ortes befindet.